# Gymnomitrion minutulum
Gymnomitrion minutulum là một loài rêu tản trong họ Gymnomitriaceae. Loài này được (Hässel de Menéndez) Váňa miêu tả khoa học lần đầu tiên năm.